# Russell Hodgkinson
Russell Hodgkinson (Homestead, 14 agosto 1959) è un attore canadese.

## Carriera
È conosciuto per aver interpretato Steven Beck nella serie televisiva Z Nation.

## Filmografia

### Cinema
- Big Fish - Le storie di una vita incredibile (Big Fish), regia di Tim Burton (2003)
- Urla silenziose (Eden), regia di Megan Griffiths (2012)
- Un compleanno da leoni (21 & Over), regia di Jon Lucas e Scott Moore (2013)

### Televisione
- Grimm - serie TV, episodio 1x05 (2011)
- Leverage - Consulenze illegali (Leverage) - serie TV, episodio 4x14 (2011)
- Z Nation - serie TV, 65 episodi (2014-2018)
- Rocketmen - serie TV, episodio 1x04 (2017)
- Love - serie TV, episodio 3x03 (2018)
- Le piccole cose della vita (Tiny Beautiful Things) - miniserie televisiva, episodio 1 (2023)

## Doppiatori italiani
Nelle versioni in italiano delle opere in cui ha recitato, Russell Hodgkinson è stato doppiato da:
- Luca Semeraro in Urla silenziose
- Oliviero Dinelli in Leverage - Consulenze illegali
- Oreste Baldini in Un compleanno da leoni
- Pierluigi Astore in Z Nation
- Nicola Braile in Love